# Maria Julieta Padesca de Balmori
Maria Julieta Brak-Lamy Padesca de Balmori (Lisboa, 15 de Junho de 1921- 10 de Março de 2009) foi uma cantora lírica portuguesa.

## Biografia

### Nascimento
Julieta Padesca nasceu na cidade de Lisboa, filha de Maria Francisca Brak-Lamy e do professor Adelino da Costa Padesca.

### Carreira artística
Estudou a arte do canto com Cecilda Ortigão. Inicialmente apenas cantava em eventos de beneficiência, tendo feito a sua primeira audição em 1942, por pedido da direcção do Teatro de São Carlos. Nessa altura, era aluna de Elsa Penchi Levy. Participou em diversos espectáculos de ópera no Teatro de São Carlos, tendo interpretado os papéis de Sofia na ópera Werter, e o anjo na obra Cécile. Também passou pelo Coliseu do Porto, onde desempenhou o papel de Barbarina na peça As Bodas de Fígaro, de Mozart. Também foi aluna do maestro Pedro de Freitas Branco.
Participou igualmente nos espectáculos de ópera como cantora, tendo actuado com a orquestra nas peças Hamlet e Una Donna a quindici anni de Cosi Fan Tutte. Fez vários recitais na Emissora Nacional e em Espanha, e actuou numa festa de comemoração do Instituto Espanhol, na Embaixada de Espanha, e na Nunciatura Apostólica em Lisboa.
Também colaborou como secretária-geral numa comissão destinada a financiar o Instituto Português de Reumatologia, e cantou na peça O Cruzeiro Três Continentes, como parte daquela iniciativa.
Casou-se em 1951 com Luis Balmori, tendo-se fixado em Espanha após o casamento. Teve três filhas: Maria Francisca, Ana Luísa e Isabel. Viveram depois na cidade de Lagos, no Algarve, e depois de enviuvar mudou-se para a casa da sua filha Ana Luísa no Estoril.

### Falecimento
Faleceu em 10 de Março de 2009, aos 87 anos, na cidade de Lisboa, tendo sido sepultada no Cemitério do Alto de São João.

## Homenagens
Maria Julieta de Balmori foi homenageada numa exposição no Centro Cultural de Lagos, no âmbito de uma iniciativa para a criação do Museu da Mulher naquela cidade.